# Maria Dreieichen (Gemeinde Rosenburg-Mold)
Maria Dreieichen ist ein Ortsteil des Ortes und der Katastralgemeinde Mold in der Gemeinde Rosenburg-Mold im Bezirk Horn in Niederösterreich.
In dem Wallfahrtsort befindet sich die Basilika Maria Dreieichen.

## Geografie
Der Ortsteil liegt am Rand des Horner Beckens am Molder Berg. Die Seehöhe in der Ortsmitte beträgt 381 Meter.

## Geschichte
Die Geschichte des Ortsteils Maria Dreieichen ist eng mit der Wallfahrtskirche Maria Dreieichen verknüpft. Im Jahr 1822 wurde der Ort als Rotte mit fünf Häusern genannt, deren Kinder nach Mold eingeschult wurden. Die Herrschaft Horn und Rosenburg besaß die Ortsobrigkeit, übte die Landgerichtsbarkeit aus, besorgte die Konskription und hatte die Grundherrschaft inne. Laut Adressbuch von Österreich waren im Jahr 1938 in Maria Dreieichen sechs Gastwirte und zwei Kaffeehäuser ansässig.

## Bevölkerungsentwicklung
| Jahr      | 1830 | 1951 | 1961 | 1971 | 1991 |
| --------- | ---- | ---- | ---- | ---- | ---- |
| Einwohner | 29   | 32   | 41   | 55   | 44   |

## Wirtschaft
Die Wirtschaft des Ortsteils mit seinen zwei Gasthäusern, einer denkmalgeschützten Zeile mit Devotionalienläden sowie eine Schaumrollen-Herstellung sind zur Gänze auf den – in den letzten Jahrzehnten allerdings nachlassenden – Wallfahrts-Tourismus ausgerichtet.

## Verkehr
- Straße: Maria Dreieichen liegt an der Waldviertler Straße B2.
- Bahn: Der Ortsteil liegt an der Franz-Josefs-Bahn, an der die ÖBB bis Dezember 2015 die Bahnhaltestelle Klein-Meiseldorf-Maria Dreieichen betrieben.
- Bus: Die Buslinien 1302 (Horn – Eggenburg) und WA20 (Horn – Hollabrunn) bedienen die Bushaltestellen Maria Dreieichen Kirche und Klein-Meiseldorf-Maria Dreieichen Bahnhof.

## Literatur

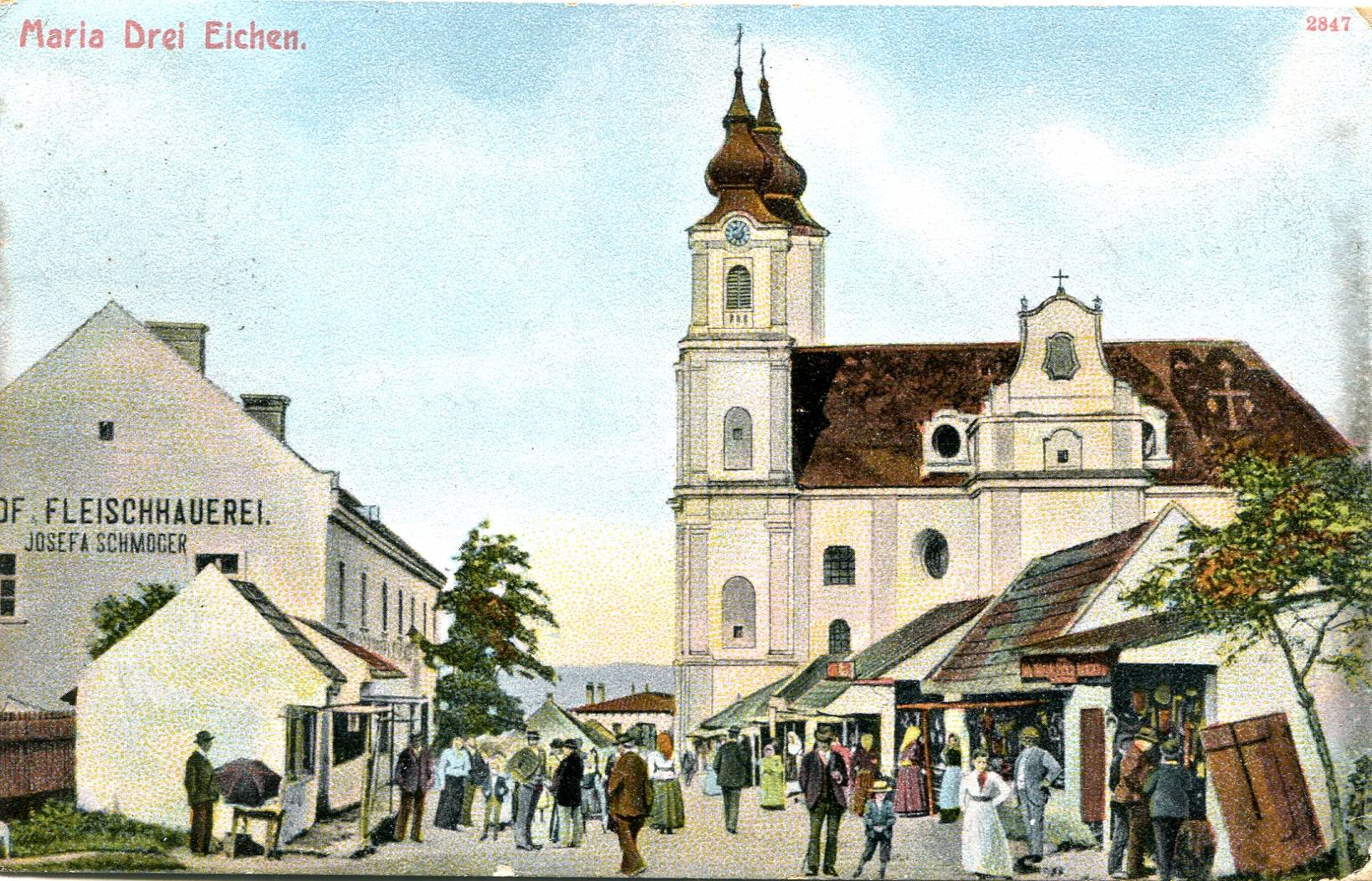
Postkarte Maria Dreieichen um 1900, Wallfahrtskirche und Devotionalienstände